# Isla de Rabi
Rabi (pronunciado [ˈrambi]) es una isla volcánica situada en el norte de Fiyi, en la provincia de Cakaudrove. Está situada a 5 kilómetros al este de Taveuni, en el Grupo Vanua Levu. Tiene una extensión de 66,3 kilómetros cuadrados, alcanza una altitud máxima de 463 metros y tiene una costa de 46,2 kilómetros. Su población es de alrededor de 5 000 habitantes, en su mayoría banabenses, que son los terratenientes indígenas de la isla Banaba; la comunidad indígena de Fiyi que anteriormente vivía en Rabi se trasladó a Taveuni después de que el gobierno británico comprara la isla. Los habitantes originales todavía mantienen sus vínculos con la isla y todavía utilizan el nombre de Rabi en competiciones nacionales.

## Historia
En 1855, el ejército de Tonga conquistó a los rebeldes de Fiyi que estaban en Rambi (Rabi), a petición del Tui Cakau de Taveuni. A su partida, unos años más tarde, los Tui Cakau vendieron la isla a los europeos para cubrir deudas pendientes.
Rabi fue el primer lugar en Fiyi donde se emplearon trabajadores indios contratados. Cuando los primeros indios llegaron a Fiyi en 1879, a bordo del Leonidas, la mayoría de los plantadores europeos se negaron a emplearlos debido al costo adicional que implicaba. Finalmente, un terrateniente, el Capitán J. Hill, que simpatizaba con las políticas gubernamentales, acordó contratar a 106 trabajadores indios.
En 1941, el gobierno británico compró Rabi a la empresa australiana Lever Brothers por 25.000 libras esterlinas, para que instalar en la isla a los habitantes de Banaba, una de las islas Gilbert, cuya tierra estaba siendo devastada por la minería de fosfato. La Segunda Guerra Mundial comenzó antes de que pudieran ser reasentados, por lo que no fue hasta diciembre de 1945 cuando se tomó la medida.
Los banabenses llegaron a Fiyi en tres oleadas principales. El primer grupo, de 703 personas, incluidos 318 niños, llegó en el Triona, un barco de la Comisión Británica del Fosfato, el 15 de diciembre de 1945. Los acompañaban otros 300 gilberteses. Los banabenses habían sido recogidos de los campos de internamiento japoneses en varias islas y no se les dio la opción de regresar a Banaba, con el falso argumento de que los japoneses habían destruido sus casas. Aunque les dijeron que había casas esperándolos en Rabi, sólo les dieron tiendas de campaña para vivir, junto con raciones de alimentos que les duraron sólo dos meses. Como se encontraban en plena temporada de ciclones y todavía se hallaban débiles, tras años de encarcelamiento japonés, murieron 40 banabenses, la mayoría de avanzada edad. A ellos se unió una segunda ola entre 1975 y 1977, y una ola final llegó entre 1981 y 1983, tras el fin de la minería de fosfato en 1979. Reconociendo la falta de oportunidades para los banabenses en su tierra natal, el Consejo Rabi ayudó a la población restante a mudarse a Rabi después de 1981.
El 15 de diciembre de 2005, sesenta años después de la llegada de los primeros banabenses, más de 500 isleños rabíes obtuvieron la ciudadanía en una ceremonia encabezada por la ministra del Interior, Josefa Vosanibola, y su colega, el ministro del Gabinete, Ratu Naiqama Lalabalavu, que también fue el Tui Cakau, o Jefe Supremo de Cakaudrove y Tovata, al que pertenece Rabi. Los banabenses, que no se habían naturalizado previamente, procedían de la segunda y tercera oleadas de migración, por lo que técnicamente eran ilegales, aunque estaban tolerados por el gobierno de Fiyi por motivos humanitarios.
A principios de 2005, el Gabinete de Fiyi tomó la decisión de conceder la ciudadanía a los residentes de las islas Rabi y Kioa, concluyendo una década de búsqueda de la naturalización por parte de los habitantes de ambas islas, que dio derecho a los isleños a recibir asistencia para el desarrollo provincial y rural del gobierno de Fiyi. Vosanibola dijo que, aunque no a todos los isleños de Rabi se les había concedido la ciudadanía hasta entonces, su contribución a Fiyi había sido enorme y el gobierno había decidido renunciar al millón de dólares fiyianos que costaban las tasas de solicitud de ciudadanía.

## Cultura
El gilbertino es el idioma principal de comunicación diaria en la isla Rabi. Los isleños se han aferrado a muchas costumbres banaban.

## Economía
El desarrollo de Rabi es muy limitado; sólo hay dos líneas telefónicas manuales en funcionamiento y sólo unos pocos generadores suministran electricidad a sus habitantes.